# Лутербур, Филипп-Жак
Филипп-Жак Лутербур, Филипп Якоб Лутербур Младший, или Джеймс де Лютербург (фр. Philippe-Jacques Loutherbourg, (нем. Philipp Jakob Loutherbourg, англ. Philip James de Loutherbourg; 31 октября 1740, Страсбург — 11 марта 1812, Чизик близ Лондона) — франко-британский художник батального жанра, известный также маринами (морскими пейзажами), сложными декорациями для лондонских театров и изобретением механического театра под названием «Эйдофузикон». Он также интересовался исцелением верой и оккультизмом и был компаньоном известного авантюриста Алессандро Калиостро.

## Жизнь и творчество
Филип-Жак Лутербур родился в Страсбурге в 1740 году, он был сыном польского художника-миниатюриста-эмигранта Филиппа Якоба Лутербурга Старшего, отсюда прозвание сына: Младший. Филип-Жак Младший получил образование в Страсбургском университете. Предполагалось, что он станет лютеранским священником, но отвергнув религиозное призвание, Лутербур решил стать художником и в 1755 году поступил в мастерскую Шарля Андре Ван Лоо в Париже, а позже — Франческо Казановы.

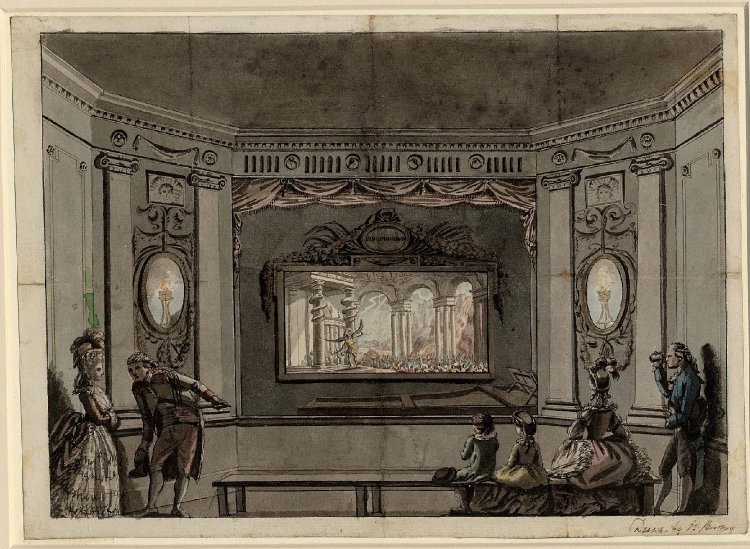
Эйдофузикон (Образ природы). Ок. 1782. Бумага, тушь, перо, кисть, акварель. Британский музей, Лондон

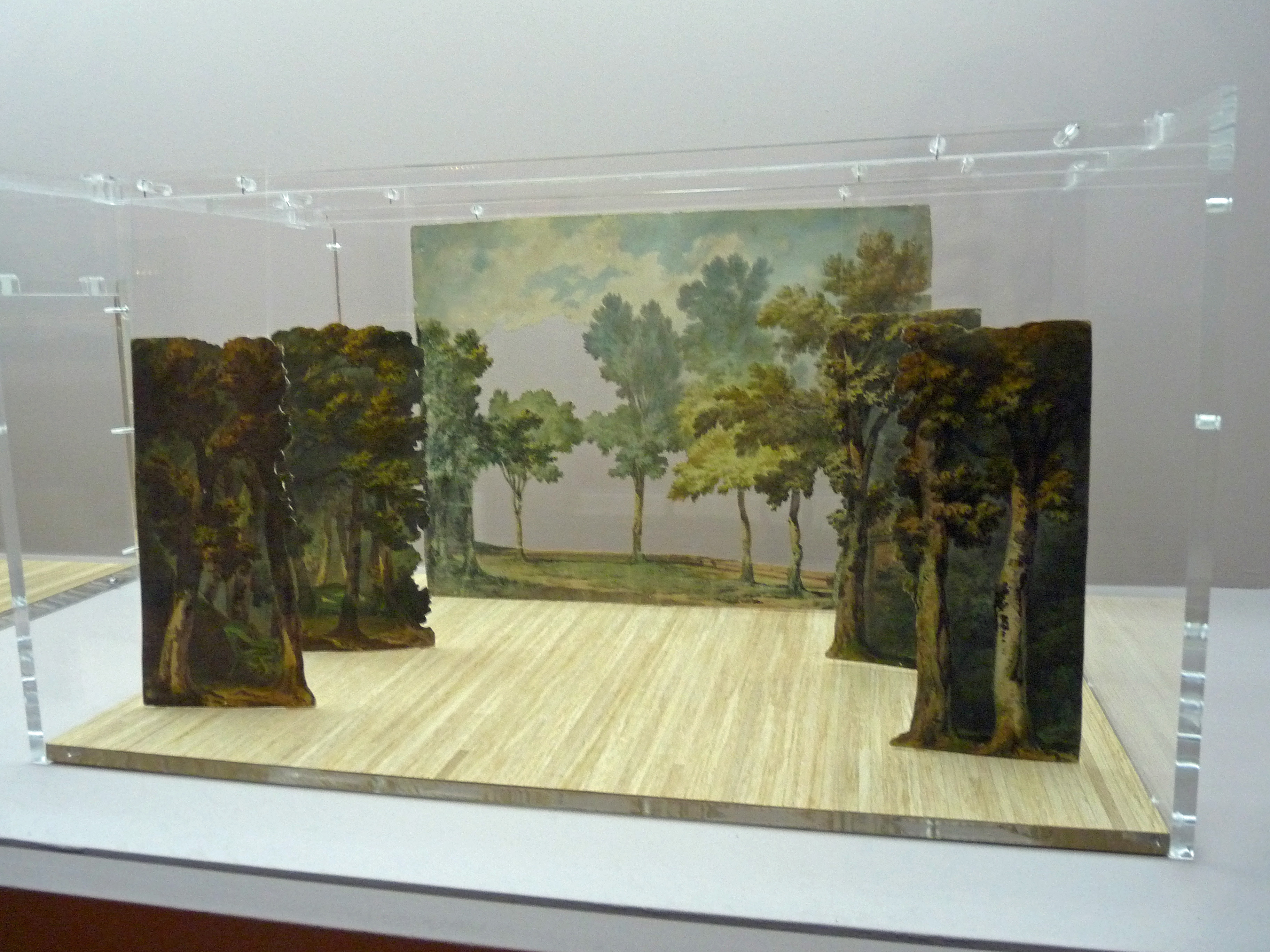
Макет театральной декорации. Музей Виктории и Альберта, Лондон

Его талант быстро развивался, и вскоре Лутербур стал заметной фигурой в модном обществе того времени. В 1767 году он был избран в Академию живописи и скульптуры, хотя и не достиг возраста, требуемого правилами этого учреждения. Он писал пейзажи, морские штормы и битвы. Он дебютировал выставкой из двенадцати картин, включая «Шторм на закате», «Ночь» и «Утро после дождя».
Лутербур путешествовал по Швейцарии, Германии и Италии, впечатляя публику как живописью, так и своими механическими изобретениями. Одно из них, демонстрирующее новые эффекты, производимые в театре, было чудом дня, с использованием света за холстом, представляющим луну и звезды, и иллюзорным видом текущей воды, создаваемым прозрачными синими листами металла и марлей с нитями серебра.
В 1771 году Лутербур поселился в Лондоне. Знаменитый актёр Дэвид Гаррик пригласил его в лондонский театр Друри-Лейн. Здесь полностью раскрылся талант Филипа-Жака как театрального художника. Дэвид Гаррик платил ему 500 фунтов в год за проектирование декораций и костюмов, а также за надзор за сценической техникой. Его сценические эффекты вызывали восхищение не только широкой публики, но и художников, включая Джошуа Рейнольдса. Лутербур придумывал сценические эффекты, в которых, например, зелёные деревья постепенно становились красновато-коричневыми, а луна поднималась и освещала края пролетающих облаков. Такие иллюзии достигались с помощью цветных фонарей и прозрачных плёнок. Он продолжал работать в театре до 1785 года.
Лутербур добился ещё большего успеха с представлением под названием «Eidophusikon» (Образ природы). Это был миниатюрный механический театр размером шесть на восемь футов, и описывался как демонстрация «различных имитаций природных явлений, представленных движущимися картинками». Демонстрация проходила в доме художника в марте 1781 года в зрительном зале, вмещавшем около ста тридцати человек. Для освещения сцены использовались лампы Аргана и витражи для изменения цветов.
На Рождество 1781 года Лутербур устроил представление в «Египетском зале» в Фонтхилле для Уильяма Бекфорда, обещая (согласно Бекфорду) «представить нечто таинственное, чего не видел глаз и не постигло сердце человека». После этого он попытался представить более фантастические сюжеты для Эйдофузикона, представив сцену из «Потерянного рая» с «Сатаной, выстраивающим свои войска на берегах Огненного озера, и восстанием Дворца Пандемониума». Однако Эйдофузикон вскоре закрылся, поскольку доходы не покрывали расходов, а публика требовала новых постановок быстрее, чем Лутербур мог их создать. Его называли изобретателем панорамы, но, хотя она впервые появилась примерно в то же время, что и Эйдофузикон, первая панорама была представлена шотландским художником Робертом Баркером.
Несмотря на эти другие проекты, Лутербур находил время для живописи. В 1781 году Лутербур был принят в лондонскую Королевскую академию художеств. Ему были заказаны морские картины в ознаменование британских морских побед, многие из них вскоре оказались в галерее Гринвичского морского госпиталя. Его лучшей работой была признана картина «Уничтожение Армады». Он также написал «Великий пожар Лондона» и несколько исторических работ, включая «Атаку объединенных армий на Валансьен» (1793).
Две серии рисунков Лутербура были воспроизведены в акватинте и опубликованы в 1801 году под названием «Живописные английские пейзажи» (Picturesque English Scenery).
В 1789 году Лутербур временно оставил живопись, чтобы удовлетворить свой интерес к алхимии и сверхъестественному. Он познакомился с Алессандро Калиостро, который обучал его оккультизму. Он путешествовал с Калиостро по Европе, однако покинул его перед приговором магу и алхимику. Брошюра под названием «Список нескольких исцелений, совершенных мистером и миссис де Лутербург из Хаммерсмит-Террас без лекарств» была опубликована в 1789 году. Написанная последовательницей по имени Мэри Пратт, она утверждала, что Лутербурги вылечили две тысячи человек между Рождеством 1788 года и следующим июлем, «став надлежащими реципиентами для получения божественных манудукций».
Лутербур умер в 1812 году в Чизике на западе Лондона. Он был похоронен на старом кладбище Чизика, примыкающем к церкви Святого Николая. Рядом похоронены художники Уильям Хогарт и Джеймс Эббот Макнил Уистлер. Картины Лутебура находятся в коллекциях многих британских учреждений, включая галерею Тейт-Британия, Музей Виктории и Альберта, Национальную портретную галерею, Королевскую академию искусств, Лестер, Фарнем и художественную галерею Дерби.

## Галерея

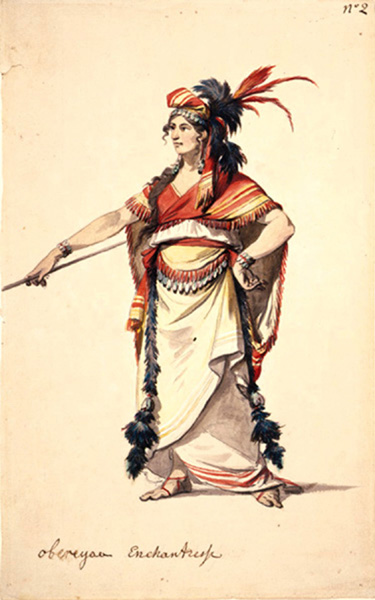
Оберея, королева Пуреи. 1785. Бумага, акварель
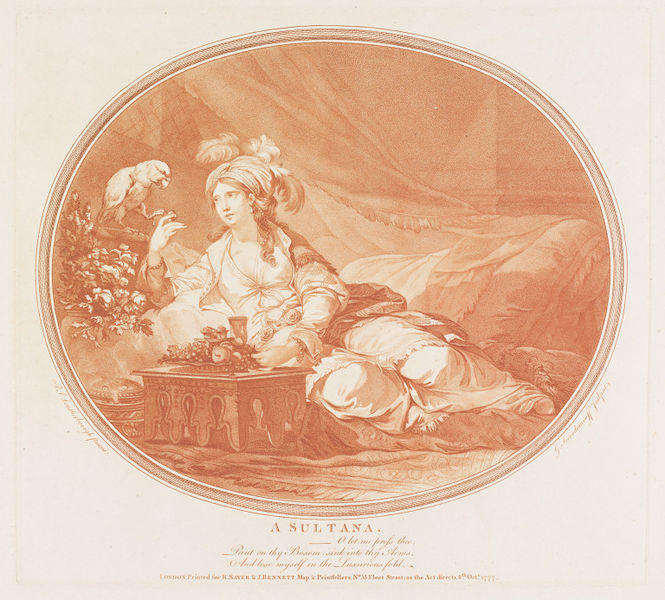
Султанша. 1777. Цветной офорт, пунктир
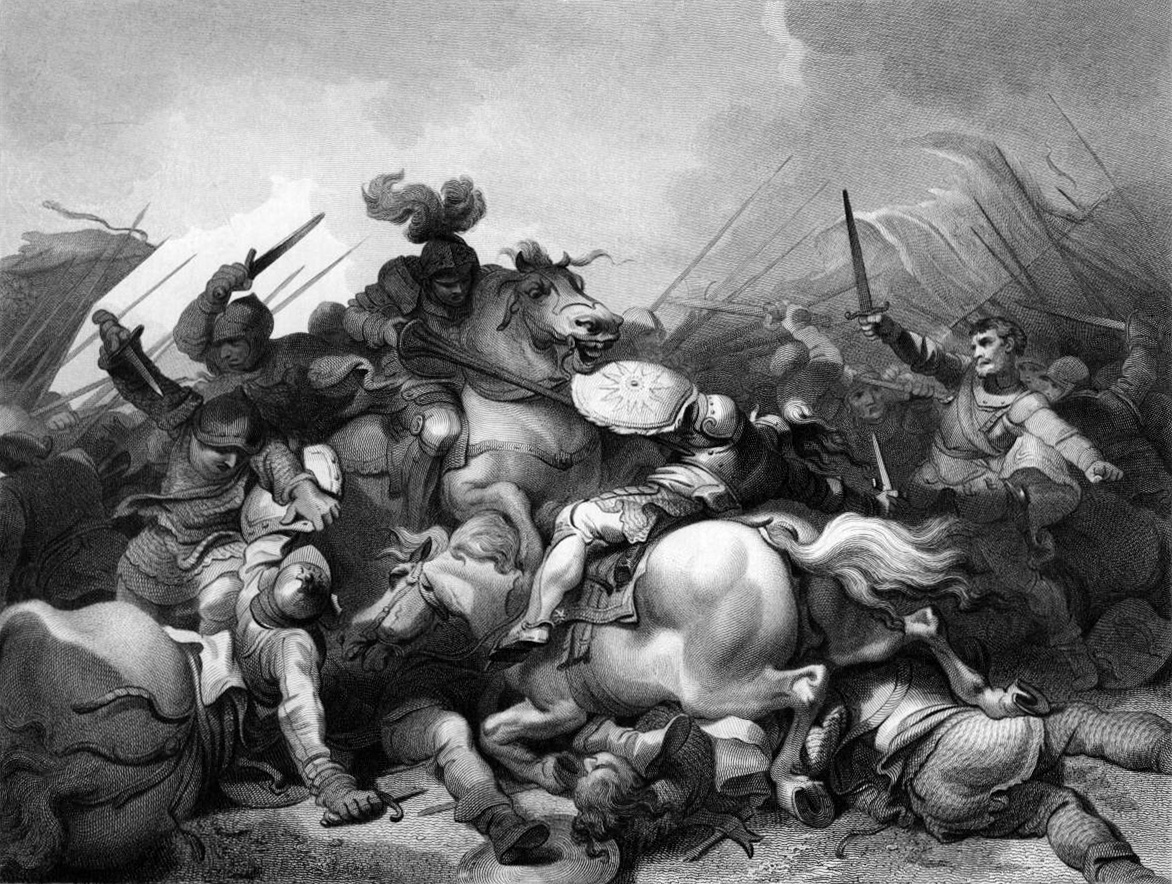
Битва на поле Босворта. Офорт 1857 г. по картине 1804 г.
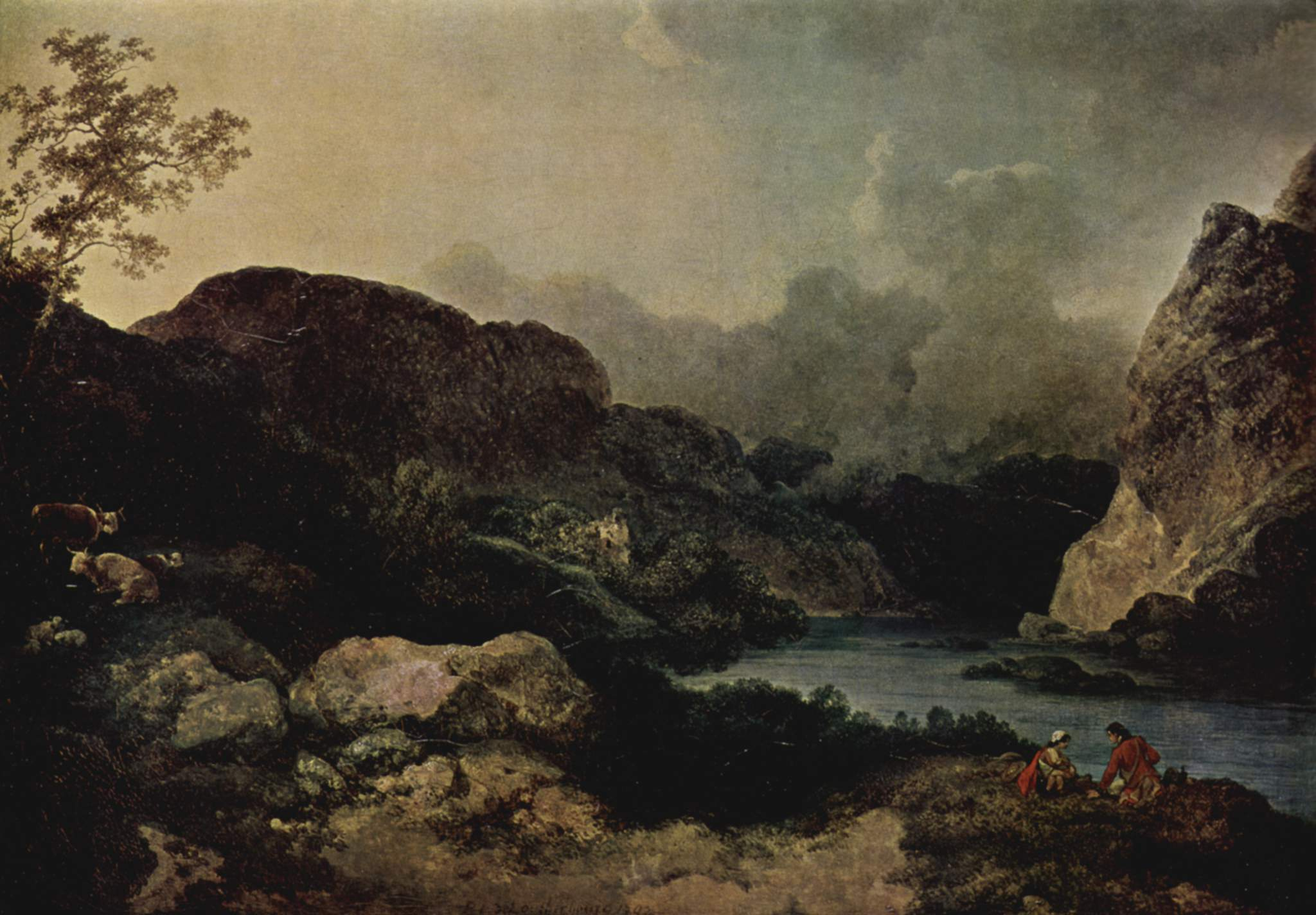
Вечерний вид на озеро в Камберленде. 1792. Холст, масло. Британская галерея Тейт, Лондон
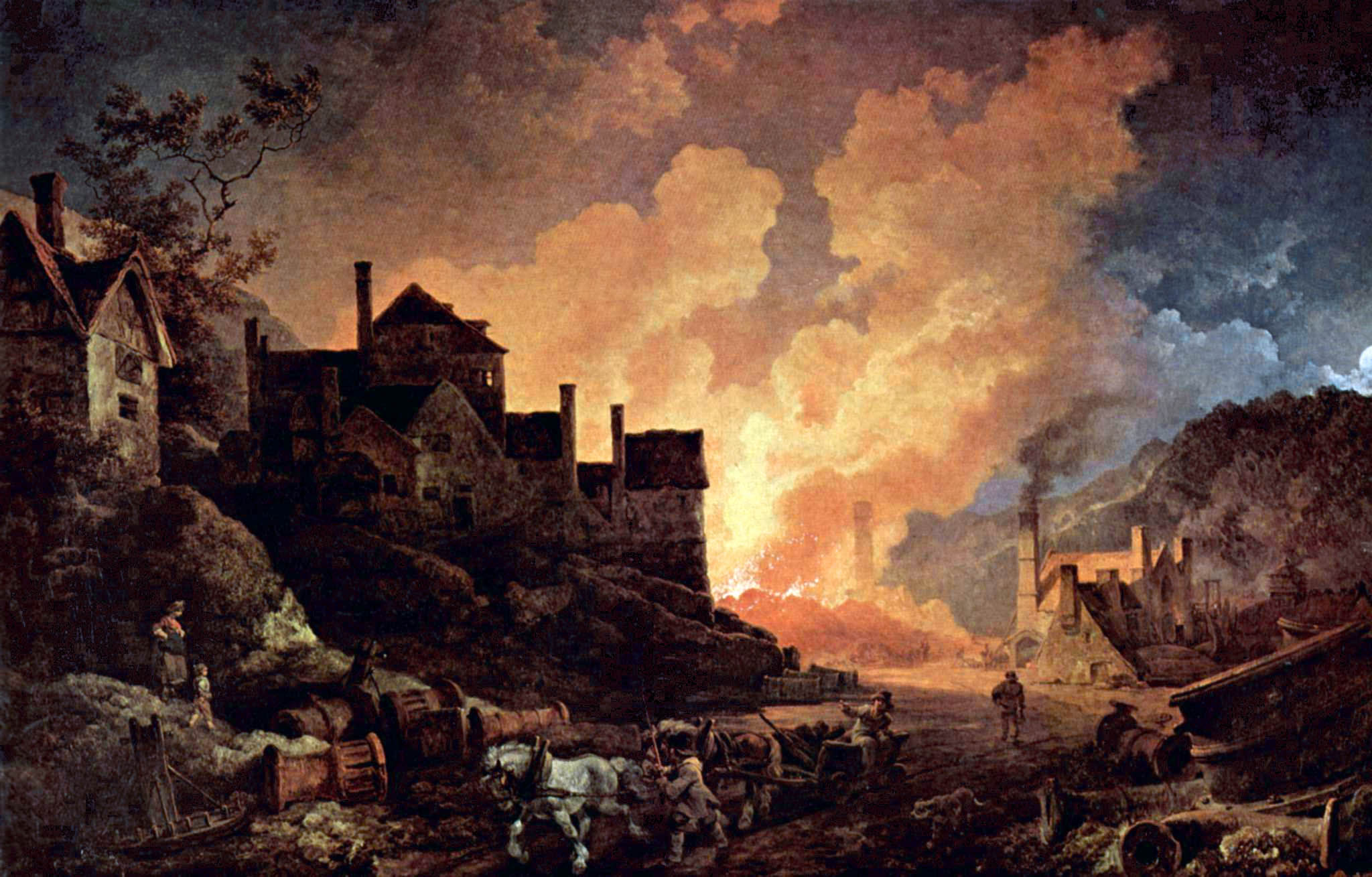
Колбрукдейл ночью. 1801. Холст, масло. Национальный музей науки и промышленности, Лондон
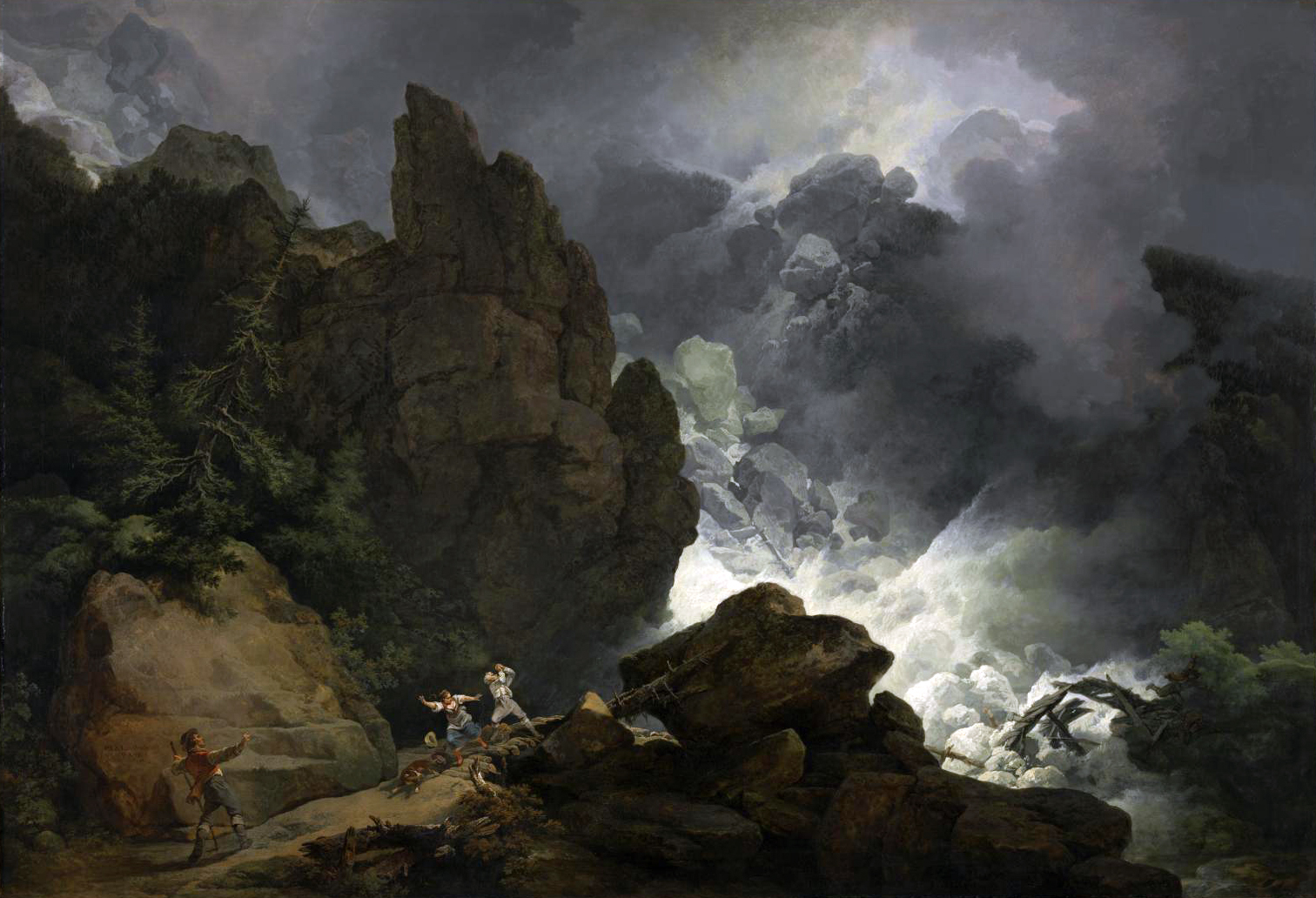
Лавина в Альпах. 1803. Холст, масло. Британская галерея Тейт, Лондон
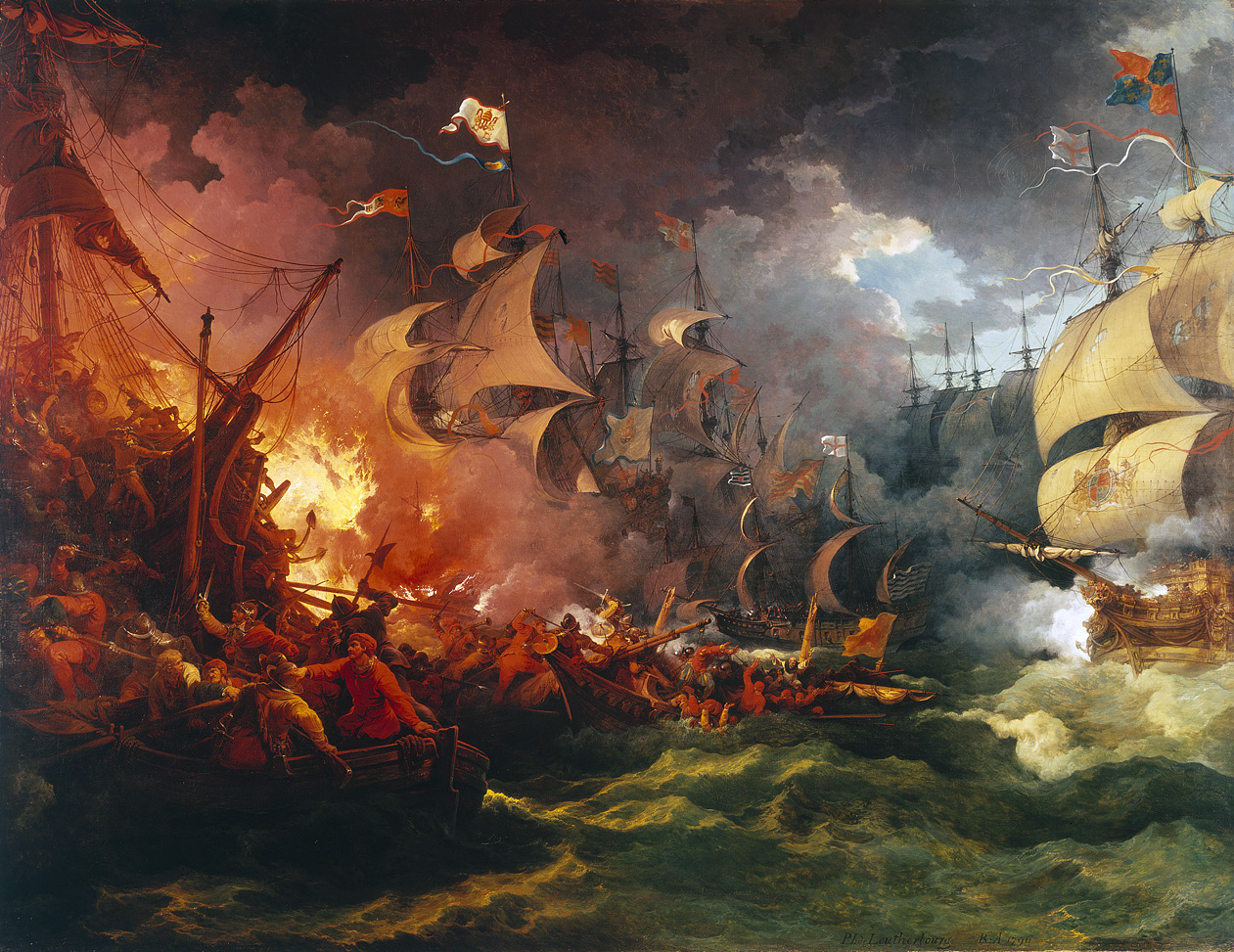
Поражение испанской армады 8 августа 1588 года. 1796. Холст, масло. Национальный морской музей, Гринвич, Лондон
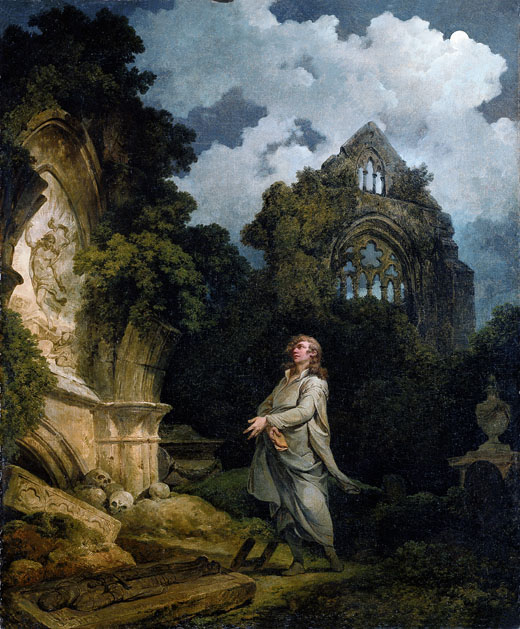
Посетитель церковного двора в лунном свете. 1790.
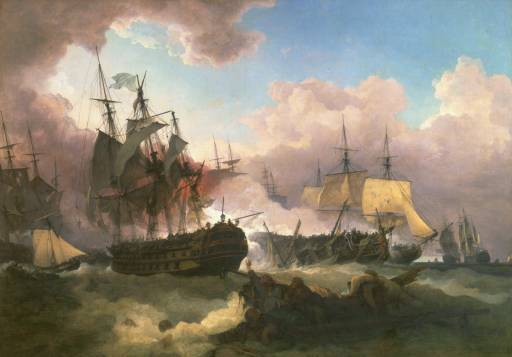
Сражение при Кампердауне. Британская галерея Тейт, Лондон
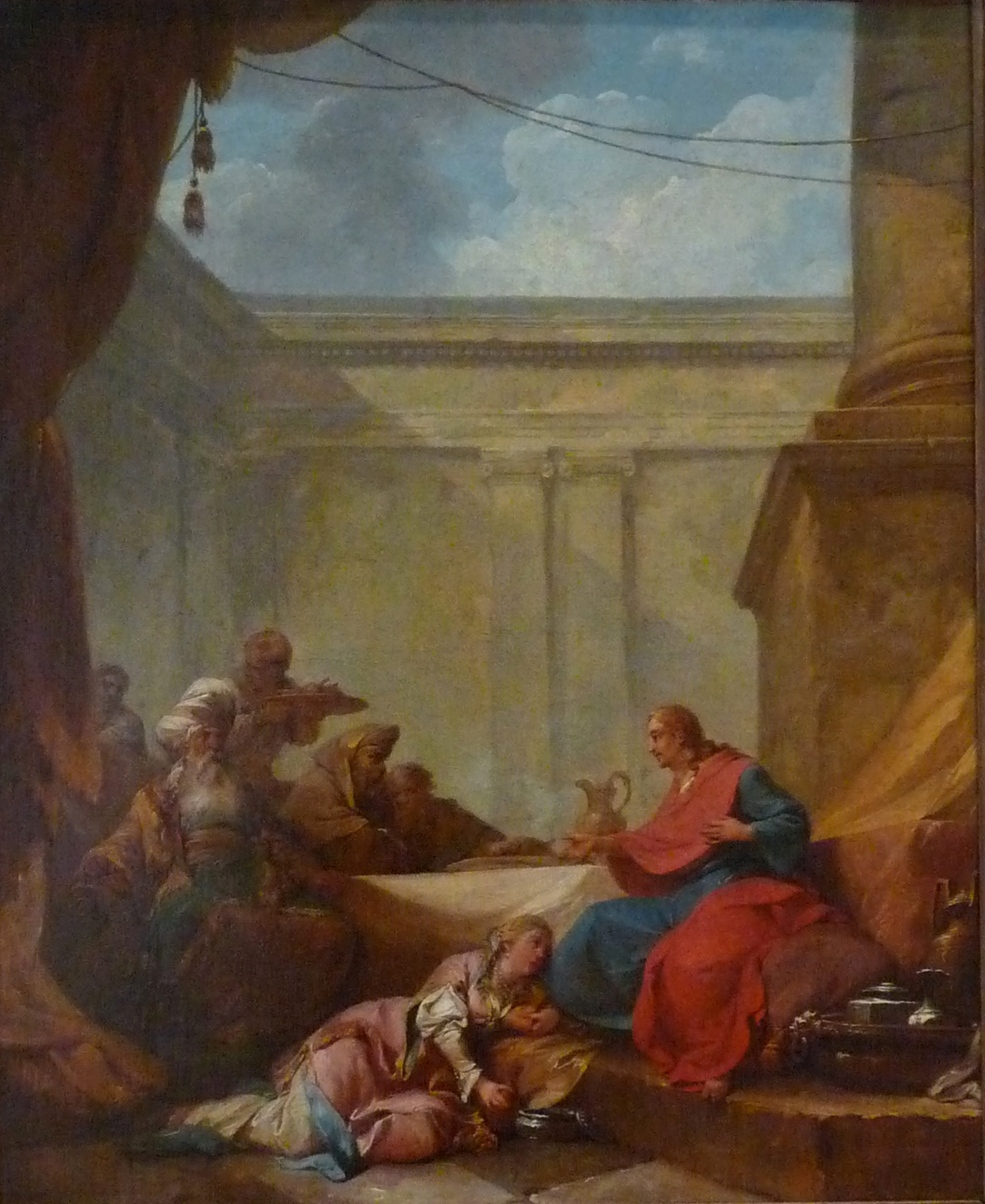
Христос и Мария Магдалина. Холст, масло. Дворец Роган, Страсбург
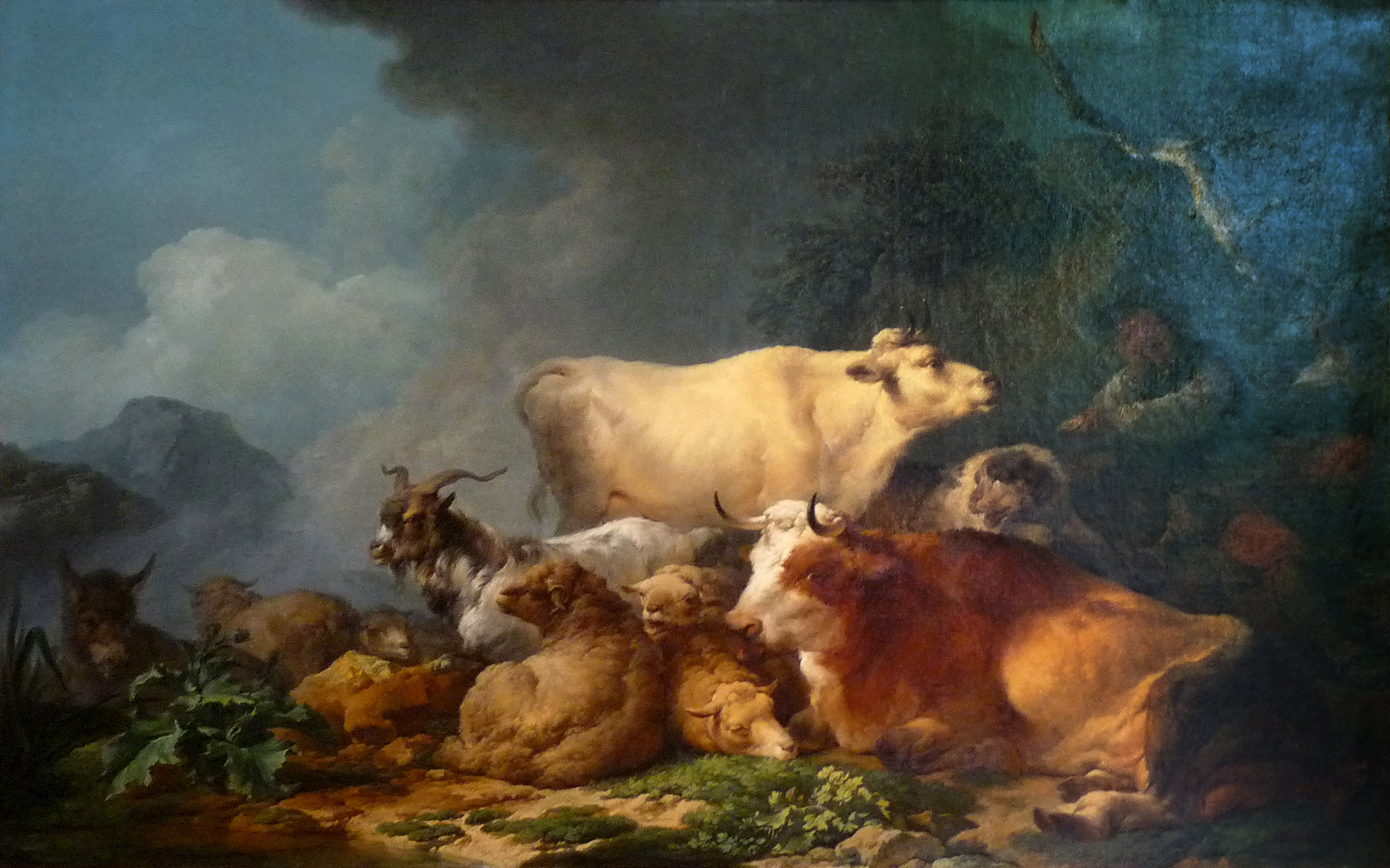
Стадо. 1767. Холст, масло. Дворец Роган, Страсбург
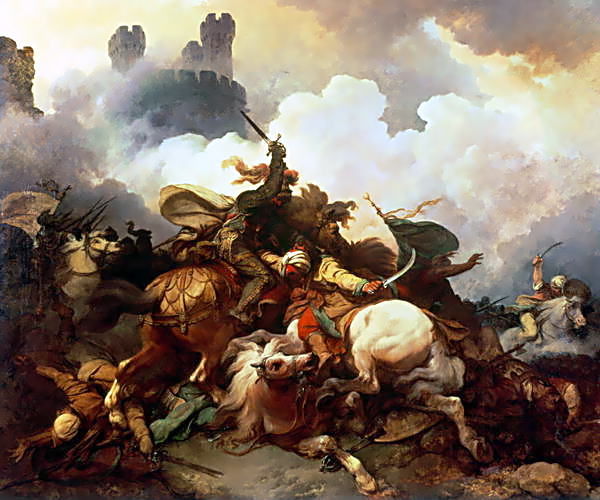
Ричард I в Палестине
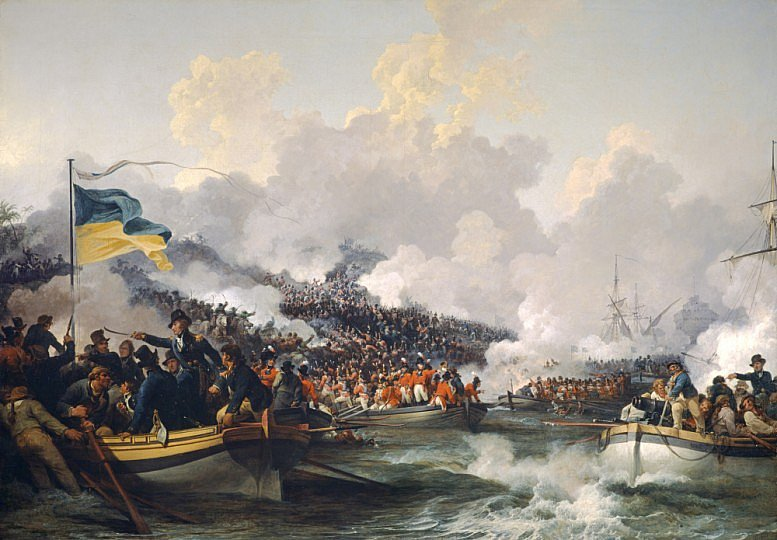
Высадка британских войск в Абукире 8 марта 1801 года. 1802. Холст, масло. Национальные галереи Шотландии, Эдинбург